# Laura Benadiba
Laura Benadiba ( Buenos Aires, 26 de junio de 1966) es una historiadora, profesora y escritora argentina especializada en la metodología de historia oral. 

## Trayectoria
Laura Benadiba es una historiadora argentina nacida en el barrio porteño de Floresta (Buenos Aires)  Cursó sus estudios de historia en el Instituto Superior del Profesorado Dr. Joaquín V. González y en la Universidad de la República del Uruguay. Especialista en historia oral es autora de varios libros sobre el tema, es socia fundadora y actualmente presidenta de Otras Memorias, asociación civil para la enseñanza y la difusión de la Historia Oral.
Se desempeña como directora del Programa de Historia Oral de las Escuelas ORT (Argentina). Es miembro de la Asociación Internacional de Historia Oral (IOHA).
Coordina el programa de Historia Oral “Raíces Docentes” que lleva adelante el CENDIE (Dirección Centro de Documentación e Información Educativa) de la Dirección General de Cultura y Educación de la Provincia de Buenos Aires.
Entre otras actividades es miembro de DUE FASI, asociación fundada en Trento (Italia) que se ocupa de los Derechos Humanos, la solidaridad internacional, formación, educación de la ciudadanía, educación por la paz, y educación ambiental y artística. Es también coordinadora de los proyectos de Historias de Vida y de la construcción del Archivo de Historia Oral “Las Aldeas jóvenes para la Paz”, inscripto en el marco de la Fundación Servicio Paz y Justicia dirigida por Adolfo Pérez Esquivel.
Es coordinadora desde 2005 del Proyecto ArCa (Argentina Cataluña) “La persistencia del silencio después de las dictaduras” (3º Accésit – Premios Leandro Colomer 2006/2007, Universidad Autónoma de Barcelona).
Es autora y coautora de múltiples trabajos relacionados con la Historia Oral publicados en libros, revistas y páginas WEB dedicados a la materia. Entre ellos, Historia Oral. La construcción del Archivo Histórico Escolar. Una herramienta para la enseñanza de las Ciencias sociales (Mención de Honor, Premio XII Jornadas de Educación 28ª Feria Internacional del Libro 2001); De entrevistadores y relatos de vida. Introducción a la Historia Oral (Programa de Historia Oral de la UBA); Historia oral, relatos y memorias (2007)., entre otros. Es autora de varios libros de texto para distintos niveles de la enseñanza.
Su actividad incluye la coordinación de talleres y grupos de estudio con el objetivo de acortar las distancias entre la investigación, la docencia, las personas y las historias regionales del lugar que habitan. Sea en Argentina, su lugar de residencia, como en España, reino en el que anualmente en el invierno europeo se establece, para desarrollar su actividad en establecimientos secundarios, universitarios o terciarios de muchas ciudades y regiones de la ibérica península, como así también en diversas instituciones que la convocan.

## Libros publicados
Además de trabajos destinados a la educación en distintos niveles, publicó:
- Historia Oral. Construcción del archivo histórico escolar. Una herramienta para la enseñanza de las ciencias sociales (1ª edición). Centro de Publicaciones Educativas y Material Didáctico. 2001. ISBN 978-987-538-042-4. En coautoría con Daniel Plotinsky
- De entrevistas y relatos de vida: introducción a la historia oral (1ª edición). Imago Mundi. 2005. ISBN 978-950-793-037-9. En coautoría con Daniel Plotinsky
- Historia oral, relatos y memorias (1ª edición). Maipue. 2007. ISBN 978-987-9493-38-0.
- De entrevistadores y relatos de vida: introducción a la historia oral (1ª edición). Universidad de Buenos Aires. 2007. En coautoría con Daniel Plotinsky
- Ciencias sociales 4 Bonaerense (1ª ed. 1ª reimp. edición). Edelvives. 2011. ISBN 978-987-642-027-3. 1ª edición:2009. En coautoría con Alejandro Benedetti
- Ciencias sociales 5 bonaerense (1ª ed. 1ª reimp. edición). Edelvives. 2011. ISBN 978-987-642-070-9. 1ª edición:20010. En coautoría con Alejandro Benedetti y Yanina Carpentieri
- Ciencias sociales 6 bonaerense (1ª ed. 1ª reimp. edición). Edelvives. 2011. ISBN 978-987-642-036-5. 1ª edición:2010. En coautoría con Alejandro Benedetti y María Laura Fernández
- Historia oral I: fundamentos metodológicos para reconstruir el pasado desde la diversidad (1ª edición). SurAmérica. 2010. ISBN 978-987-25939-0-2.
- Espacios y prácticas en la historia oral: experiencias desde el compromiso (1ª edición). Maipue. 2013. ISBN 978-987-3615-01-6.
- Otras memorias I, testimonios para la transformación de la realidad (1ª edición). Vi-Da Global. 2015. ISBN 978-987-34-2254-6.
- La historia oral en el nivel inicial: recursos para construir una pedagogía de la pregunta (1ª edición). Centro de Publicaciones Educativas y Material Didáctico. 2017. ISBN 978-987-538-541-2.